# Neda Shahsavari
Neda Shahsavari (persisch ندا شهسواری; * 21. September 1986 in Kermānschāh) ist eine iranische Tischtennisspielerin. Sie nahm von 2006 bis 2019 an 13 Weltmeisterschaften sowie am Einzelwettbewerb der Olympischen Spiele 2012 und 2016 teil.

## Werdegang
2012 qualifizierte Neda Shahsavari sich für die Teilnahme am Einzelwettbewerb der Olympischen Spiele 2012. Damit war sie die erste iranische Tischtennisspielerin, die an Olympischen Spielen teilnahm. Hier schied sie in der Vorrunde gegen die Nigerianerin Funke Oshonaike aus. Auch 2016 gelang ihr kein Sieg, sie verlor gegen die Weißrussin Alexandra Privalova.
Von 2006 bis 2019 war sie – mit Ausnahme von 2007 – an allen Weltmeisterschaften, kam da jedoch nie in die Nähe von Medaillenrängen.